# الفرجه
الفرجه (به عربی: الفرجة) یک روستا در سوریه است که در ناحیه تمانعه واقع شده‌است. الفرجه ۱٬۳۴۲ نفر جمعیت دارد.